# New Minden
Pour les articles homonymes, voir Minden (homonymie).
New Minden est un village de l'Illinois, dans le comté de Washington aux États-Unis. 

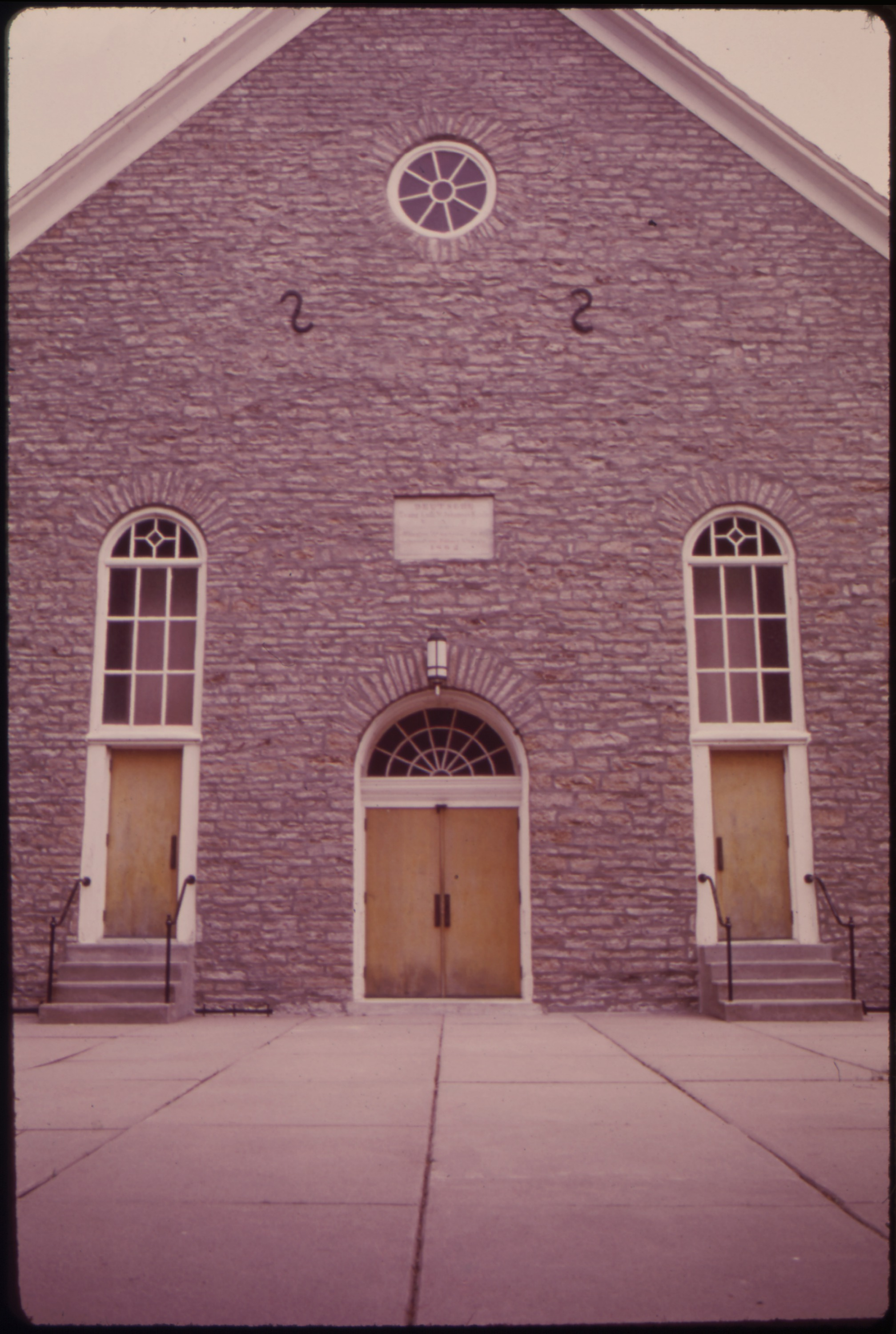
Église luthérienne Saint-Jean à New Minden